# Station Piaski Gdańskie
Station Piaski Gdańskie is een voormalig spoorwegstation in de Poolse stad Gdańsk. In 1974 werd het station opgeheven.